# Galina Jarosjevskaja
Galina Ivanovna Jarosjevskaja (Russisch: Галина Ивановна Ярошевская; geboortenaam: Степина; Stepina) (Moskou, 25 augustus 1930 - Moskou, 15 december 2013) was een basketbalspeler van het nationale damesteam van de Sovjet-Unie. Ze werd Meester in de sport van de Sovjet-Unie en ook kreeg ze de Orde van de Rode Vlag van de Arbeid (Sovjet-Unie).

## Carrière
Jarosjevskaja speelde voor Stroitel Moskou, SKIF Moskou, RSFSR Moskou en Serp i Molot Moskou en won het landskampioenschap van de Sovjet-Unie in 1952, 1956 en 1959. Als speler voor het nationale team van de Sovjet-Unie won ze goud op de Europese kampioenschappen in 1952, 1954, 1956, 1960 en zilver in 1958. Ook won ze zilver op het wereldkampioenschap in 1957 in goud in 1959.

## Erelijst (speler)
- Landskampioen Sovjet-Unie: 3
  - Winnaar: 1952, 1956, 1959
  - Tweede, 1955
  - Derde: 1954, 1957, 1962, 1963
- Spartakiad van de Volkeren van de USSR: 2
  - Winnaar: 1956, 1959
- Wereldkampioenschap: 1
  - Goud: 1959
  - Zilver: 1957
- Europees Kampioenschap: 4
  - Goud: 1952, 1954, 1956, 1960
  - Zilver: 1958